# Raphael Alemão
Raphael Schorr Utzig, meglio noto come Raphael Alemão (Foz do Iguaçu, 8 agosto 1996), è un calciatore brasiliano, attaccante dello Zirə.

## Caratteristiche tecniche
È un'ala destra.

## Carriera
Ha esordito in Série A il 22 aprile 2018 disputando con il Paraná il match perso 4-0 contro il Corinthians.